# Vézelise
Vézelise és un municipi francès situat al departament de Meurthe i Mosel·la i a la regió del Gran Est. L'any 2007 tenia 1.391 habitants.

## Demografia

### Població
El 2007 la població de fet de Vézelise era de 1.391 persones. Hi havia 578 famílies, de les quals 209 eren unipersonals (74 homes vivint sols i 135 dones vivint soles), 168 parelles sense fills, 152 parelles amb fills i 49 famílies monoparentals amb fills.
La població ha evolucionat segons el següent gràfic:
Habitants censats

### Habitatges
El 2007 hi havia 668 habitatges, 580 eren l'habitatge principal de la família, 18 eren segones residències i 71 estaven desocupats. 397 eren cases i 206 eren apartaments. Dels 580 habitatges principals, 314 estaven ocupats pels seus propietaris, 244 estaven llogats i ocupats pels llogaters i 22 estaven cedits a títol gratuït; 55 tenien una cambra, 57 en tenien dues, 73 en tenien tres, 120 en tenien quatre i 274 en tenien cinc o més. 321 habitatges disposaven pel capbaix d'una plaça de pàrquing. A 283 habitatges hi havia un automòbil i a 171 n'hi havia dos o més.

### Piràmide de població
La piràmide de població per edats i sexe el 2009 era:
| Homes | Edats   | Dones |
| ----- | ------- | ----- |
| 0     | 95 o +  | 4     |
| 4     | 90 a 94 | 20    |
| 4     | 85 a 89 | 12    |
| 4     | 80 a 84 | 12    |
| 36    | 75 a 79 | 48    |
| 40    | 70 a 74 | 40    |
| 32    | 65 a 69 | 32    |
| 24    | 60 a 64 | 36    |
| 44    | 55 a 59 | 20    |
| 76    | 50 a 54 | 60    |
| 32    | 45 a 49 | 64    |
| 36    | 40 a 44 | 28    |
| 48    | 35 a 39 | 40    |
| 44    | 30 a 34 | 40    |
| 44    | 25 a 29 | 40    |
| 56    | 20 a 24 | 36    |
| 48    | 15 a 19 | 36    |
| 44    | 10 a 14 | 48    |
| 16    | 5 a 9   | 32    |
| 28    | 0 a 4   | 20    |

## Economia
El 2007 la població en edat de treballar era de 871 persones, 628 eren actives i 243 eren inactives. De les 628 persones actives 558 estaven ocupades (304 homes i 254 dones) i 70 estaven aturades (23 homes i 47 dones). De les 243 persones inactives 77 estaven jubilades, 53 estaven estudiant i 113 estaven classificades com a «altres inactius».

### Ingressos
El 2009 a Vézelise hi havia 590 unitats fiscals que integraven 1.360,5 persones, la mediana anual d'ingressos fiscals per persona era de 16.896 €.

### Activitats econòmiques
Dels 108 establiments que hi havia el 2007, 1 era d'una empresa extractiva, 7 d'empreses alimentàries, 4 d'empreses de fabricació d'altres productes industrials, 7 d'empreses de construcció, 19 d'empreses de comerç i reparació d'automòbils, 9 d'empreses de transport, 5 d'empreses d'hostatgeria i restauració, 3 d'empreses d'informació i comunicació, 8 d'empreses financeres, 7 d'empreses immobiliàries, 12 d'empreses de serveis, 21 d'entitats de l'administració pública i 5 d'empreses classificades com a «altres activitats de serveis».
Dels 28 establiments de servei als particulars que hi havia el 2009, 1 era una gendarmeria, 1 oficina de correu, 3 oficines bancàries, 3 tallers de reparació d'automòbils i de material agrícola, 1 taller d'inspecció tècnica de vehicles, 2 autoescoles, 2 paletes, 1 guixaire pintor, 1 fusteria, 3 lampisteries, 1 electricista, 3 perruqueries, 2 veterinaris, 1 restaurant, 2 agències immobiliàries i 1 saló de bellesa.
Dels 11 establiments comercials que hi havia el 2009, 1 era un hipermercat, 3 fleques, 1 una fleca, 2 llibreries, 1 una sabateria, 1 una botiga d'electrodomèstics, 1 una botiga de material de revestiment de parets i terra i 1 una joieria.
L'any 2000 a Vézelise hi havia 6 explotacions agrícoles que ocupaven un total de 372 hectàrees.

## Equipaments sanitaris i escolars
El 2009 hi havia 1 centre de salut, 1 farmàcia i 1 ambulància.
El 2009 hi havia 1 escola maternal i 1 escola elemental. Vézelise disposava d'un col·legi d'educació secundària amb 445 alumnes.

## Poblacions més properes
El següent diagrama mostra les poblacions més properes.